# Nogeoldae

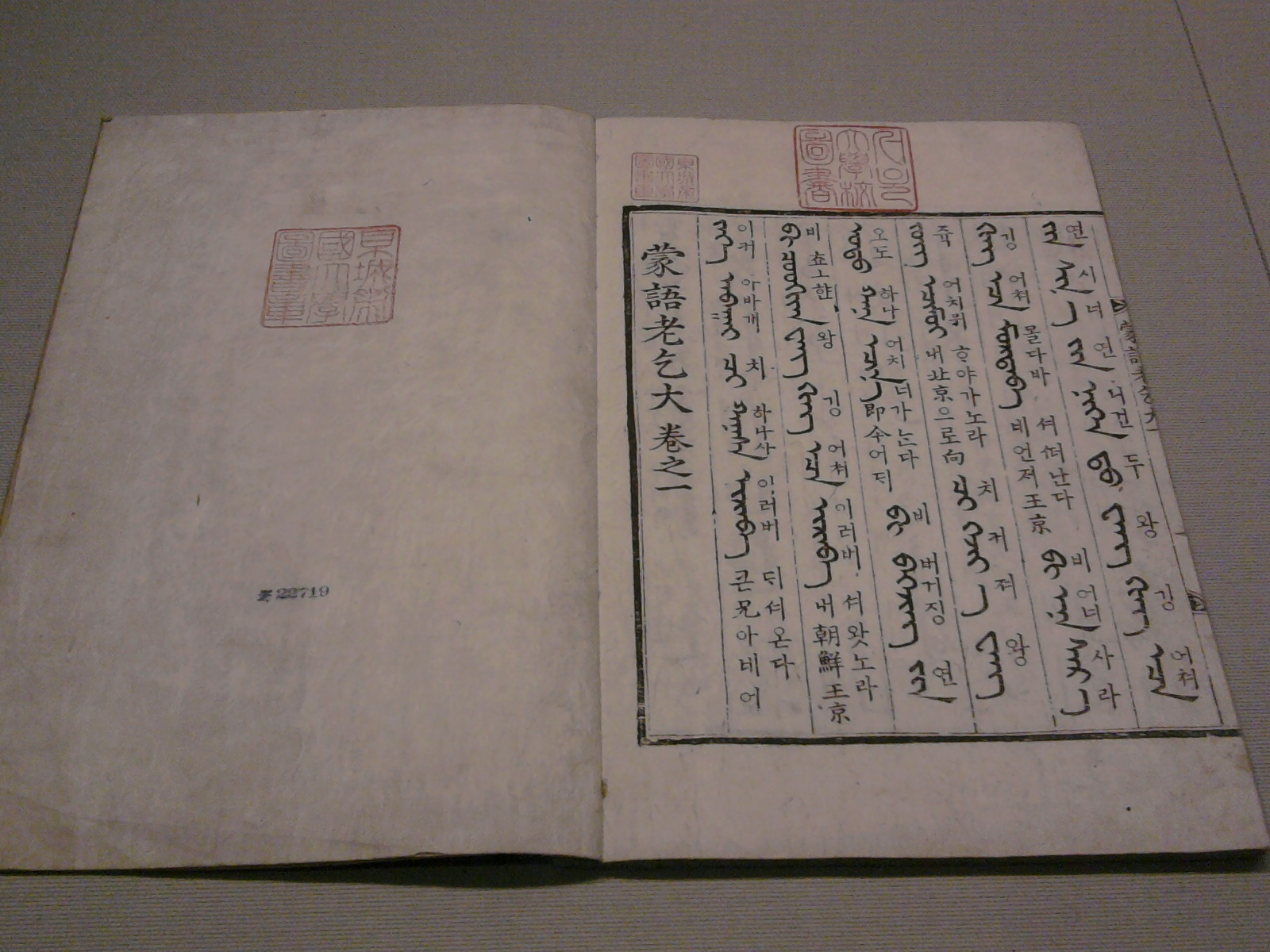
Page du premier rouleau (卷之一) de « Mongeo nogeoldae » (蒙語老乞大) en chinois han, coréen et mongol bitchig

Nogeoldae (chinois : 老乞大 ; pinyin : lǎo qǐdà ; litt. « Vieux khitans », coréen hangeul : 노걸대) est un manuel coréen pour les Coréens apprenant le chinois. C'est un livre de l'époque Koryo datant du XIVe siècle écrit en langue Han Han'er, mongol bitchig et coréen hangeul.
Ce livre est également utile pour la connaissance du Han'er, un type d'écriture chinoise utilisée pour les langues non Han, comme le mongol ou le jurchen.
Il existe une version plus récente dont le premier rouleau est Mongeo nogeoldae (蒙语老乞大 / 蒙語老乞大, Měngyǔ lǎo qǐdà, hangeul : 몽어노걸대), adaptée à l'apprentissage du mongol.
Cet ouvrage est essentiellement constitué de dialogues. Il présente le voyage d'un marchand de Koryo et de ses proches qu se rendent de Kaesong (la capitale royale, 王京,  coréen : Wanggyeong) à Pékin (la capitale impériale, 大都, Dàdū) et finissent par avoir des compagnons chinois. Ils vendent des produits coréens à Dadu et achètent en retour des produits locaux à vendre dans leur pays. La fin du récit se termine par leur départ de Dadu.

## Extrait
« 大哥, 你從那裏來: 형씨는 어디서 오셨소?

我從高麗王京來: 나는 고려 왕경에서 왔소.

如今那裏去: 이제 어디로 가시려고 하오?

我往北京去: 난 북경으로 갈 거요.

你幾時離了王京: 당신은 언제쯤 왕경을 떠나오셨소?

我這月初日離了王京: 나는 지난 달 초에 왕경을 떠나왔소.
…… »